# 鲁文·乌里萨·卡斯特罗
鲁文·乌里萨·卡斯特罗（西班牙語：Rubén Uriza Castro，1920年5月27日—1992年8月30日），墨西哥男子马术运动员。他曾代表墨西哥参加1948年夏季奥林匹克运动会马术比赛，获得一枚金牌和一枚银牌。